# Кингстон Естејтс (Њу Џерзи)
Кингстон Естејтс (енгл. Kingston Estates) насељено је место без административног статуса у америчкој савезној држави Њу Џерзи.

## Демографија
По попису из 2010. године број становника је 5.685.
| Група             | 2000.    | 2010.         |
| Белци             | 0 (0,0%) | 4.175 (73,4%) |
| Афроамериканци    | 0 (0,0%) | 395 (6,9%)    |
| Азијати           | 0 (0,0%) | 712 (12,5%)   |
| Хиспаноамериканци | 0 (0,0%) | 295 (5,2%)    |
| Укупно            | 0        | 5.685         |